# この広い空のどこかに
『この広い空のどこかに』（このひろいそらのどこかに）は、1954年11月23日に日本で公開された映画。楠田芳子のオリジナル脚本を松山善三が潤色し、小林正樹が監督した。楠田は木下惠介、および本作の音楽を担当した木下忠司の妹である。

## ストーリー
川崎で酒屋を営む一家を背景に、その一家の生活、戦災で足が不自由になった義妹らとの確執を描く小市民映画。妹と姑の生活も描く。

## スタッフ
- 監督：小林正樹
- 製作：久保光三
- 脚本：楠田芳子
- 潤色：松山善三
- 撮影：森田俊保
- 音楽：木下忠司

## キャスト
- 主人・良一：佐田啓二
- 妻・ひろ子：久我美子
- 妹・泰子：高峰秀子
- 弟・登：石濱朗
- 母・しげ：浦辺粂子
- 信吉：内田良平
- 信吉の妹・房子：小林トシ子
- 俊どん：大木実
- 三井：田浦正巳
- 夏子：中北千枝子
- 今井：日守新一
- 息子：光村譲
- 嫁：棚橋マリ
- 近所の老婆：三好栄子

## リリース履歴
| 規格 | 発売日        | リリース | 品番    | EAN               | 備考                                                    |
| ---- | ------------- | -------- | ------- | ----------------- | ------------------------------------------------------- |
| VHS  | 1997年2月20日 | 松竹     | SB-0647 | EAN 4988105012202 | 「SHV BEST SELECTION」シリーズでの発売。                |
| DVD  | 2016年9月7日  | 松竹     | DB-0888 | EAN 4988105071650 | 「あの頃映画 松竹DVDコレクション」シリーズでの初DVD化。 |